# 宜春明月山机场
宜春明月山机场是一个位于中国江西省宜春市的4C级民用机场，中远期为4D级。具體位置為宜春市袁州区湖田镇。服务城市为宜春、新余、萍乡三市。
该机场於2009年7月26日開設建设，2013年6月27日通航。总投资5.93亿元，按民用兼顾军事需要的规划建设。
機場佔地1921亩，跑道长2400米、宽45米，站坪机位3个，停机坪2.3万平方米，航站楼建筑面积7160平方米。设计目标年为2020年，预测年旅客吞吐量40万人次、货邮吞吐量2400吨、飞机起降5000余架次。

## 航空公司與航點
2025年夏秋航季（3月30日至10月25日），开通运营航线8条，通航城市15个。
| 航空公司           | 目的地           |
| ------------------ | ---------------- |
| 深圳航空（ZH）     | 北京/首都、深圳  |
| 海南航空（HU）     | 大连、广州、     |
| 中国南方航空（CZ） | 重庆、宁波、温州 |
| 西藏航空（TV）     | 成都、厦门       |
| 祥鹏航空（8L）     | 昆明、上海/虹桥  |
| 首都航空（JD）     | 三亚、西安       |
| 多彩贵州航空（GY） | 貴陽、福州       |